# Satsubatsu Kids
Satsubatsu Kids（サツバツ・キッズ）は、日本の2人組音楽ユニット。Key所属のシナリオライター、作詞家、作曲家である麻枝准と、シンガーソングライターのひょんにより2017年に結成された。レーベルはKey Sounds Label。

## メンバー
| 名前                    | 生年月日             | 出身地   | 担当                   |
| ----------------------- | -------------------- | -------- | ---------------------- |
| 麻枝准（まえだ じゅん） | 1975年1月3日（50歳） | 三重県   | ギター、作詞、作曲     |
| ひょん                  | 1989年8月3日（35歳） | 鹿児島県 | ボーカル、ギター、編曲 |

## 略歴
- 2017年、ユニット結成。
- 2017年4月1日、エイプリルフール企画として、KeyのWebサイトにて「Birthday Song=Requiem」を公開[1]。
- 2017年12月22日、ニコニコ生放送「ビジュアルアーツ年末特番」にひょんが出演[2]。弾き語りでKeyソングメドレーを演奏した[3]。
- 2017年12月29日、1stアルバム「Hikikomori Songs」をコミックマーケット93で限定発売[4]。
- 2017年12月31日、コミックマーケット93のビジュアルアーツブースにて、ひょんがミニライブを行う[5]。
- 2018年4月1日、KeyのWebサイトにて、新曲「Question Time」を発表[1]。
- 2018年5月6日、ディファ有明で行われたKSL Live World 2018 〜Summer Pockets & Key's Best Night〜にて、初ライブを行う[6]。
- 2018年5月30日、1stアルバム「Hikikomori Songs」を一般販売開始。4月1日に発表された書き下ろし新曲「Question Time」が追加された[7]。
- 2018年6月2日、ソフマップ AKIBA①号館にて、トーク＆ミニライブのインストアイベントを開催[8]。

## ディスコグラフィ

### アルバム
|     | 発売日                      | タイトル         | 規格品番  |
| --- | --------------------------- | ---------------- | --------- |
| 1st | 2017年12月29日（C93限定盤） | Hikikomori Songs | KSLA-0147 |
| 1st | 2018年5月30日（一般流通盤） | Hikikomori Songs | KSLA-0147 |